# Gymnázium Jana Blahoslava
Gymnázium Jana Blahoslava a Střední pedagogická škola Přerov je střední škola v Přerově, které se zaměřuje na výuku cizích jazyků.
Gymnázium Jana Blahoslava a Střední pedagogická škola je 2. největší škola v Olomouckém kraji.

## Studijní obory
Na gymnáziu se vyučuje osmiletý a čtyřletý obor Gymnázium – ŠVP "Cesta je cíl...(...k jazyku)". V roce 2016/2017 osmiletý cyklus skončil, byl přesunut na nedaleké gymnázium Jakuba Škody. Gymnázium místo něho nabízí od školního roku 2018/2019 šestiletý cyklus.
Šestileté gymnázium – 79-41-K/61
Čtyřleté gymnázium – 79-41-K/41
Na Střední pedagogické škole se vyučuje denní a dálková forma oboru Předškolní a mimoškolní pedagogika a Pedagogické lyceum.
Předškolní a mimoškolní pedagogika – 75-31-M/01
Pedagogické lyceum – 78/42-M/03

## Stavba a rekonstrukce budovy gymnázia
Autory budovy, která vznikla v letech 1930–1934 jako obecná škola, jsou Mojmír Kyselka a Josef Polášek.
Během roku 2017 prošla budova gymnázia náročnou rekonstrukcí. Byla přidána vzduchotechnika do všech tříd, byla vyměněna okna, budova se zateplila a namalovala. Rekonstrukce stála bezmála 42 milionů Kč.
Budova se po rekonstrukci vrátila do funkcionalistické podoby, okna jsou opět přes celou učebnu a jsou opět světle modrá, tak jak tomu mělo být dřív. Fasáda je lomená bílá.
V roce 2018 byly ve škole zmodernizovány dvě učebny, odpovídající nejmodernějším trendům výuky cizích jazyků, nová chemická laboratoř a učebna fyziky. Využívají je nejen studenti gymnázia, ale také žáci dvou přerovských základních škol a základních škol ve Vlkoši a Želatovicích.